# Leipzigdisputationen
Leipzigdisputationen (eller Leipzigkollokviet) kallas det offentliga meningsutbyte rörande vissa kyrkliga huvudläror, som 27 juni–16 juli 1519 ägde rum i Pleissenburg i Leipzig mellan prokanslern för universitetet i Ingolstadt doktor Johann Eck å ena sidan samt Wittenbergprofessorerna doktor Andreas Karlstadt och doktor Martin Luther å den andra.
Eck hade råkat i strid med Karlstadt angående läran om Guds nåd och människans fria vilja. Den stridslystne Eck hade därjämte i ett par av sina för disputationen utgivna teser tämligen påtagligt riktat några hugg mot Luther. Denne ansåg sig böra upptaga den kastade stridshandsken. Sedan disputationen mellan Eck och Karlstadt pågått under en veckas tid, började därför en ny mellan Eck och Luther, huvudsakligen rörande påvens primat, skärselden, boten och avlaten. Ecks vapen var kyrkofädernas skrifter och kyrkomötenas beslut, Luthers vapen var bibeln. Striden växte ut till en strid om påvedömets princip och hela det romerska kyrkosystemet. Leipzigdisputationen var av stor betydelse för reformationen, dels på grund av att Luthers egen övertygelse blev starkare genom den tydliggjorda motsättningen, dels på grund av att många betydande män vanns för reformationens sak bland den talrika skara, som med spänd uppmärksamhet följde disputationens gång.